# 417 v.Chr.
Het jaar 417 v.Chr. is een jaartal volgens de christelijke jaartelling.

## Gebeurtenissen

### Griekenland
- In Thracië lijdt Nicias met het Macedonische leger een nederlaag, in Athene breekt een politieke crisis uit.

## Overleden
- Phidias, Grieks beeldhouwer van o.a. Athena en het gouden beeld van Zeus in Olympia